# Tomoki Fujisaki
Tomoki Fujisaki (藤嵜 智貴 Fujisaki Tomoki?, nacido el 19 de septiembre de 1994 en Chiba) es un futbolista japonés que se desempeña como defensa.

## Trayectoria

### Clubes
| Club              | País  | Año    |
| ----------------- | ----- | ------ |
| Azul Claro Numazu | Japón | 2017 - |

## Estadística de carrera

### J. League
| Club              | Año   | J. League | J. League | Copa J. League | Copa J. League | Total | Total |
| Club              | Año   | Part.     | Goles     | Part.          | Goles          | Part. | Goles |
| ----------------- | ----- | --------- | --------- | -------------- | -------------- | ----- | ----- |
| Azul Claro Numazu | 2017  | 12        | 0         | -              | -              | 12    | 0     |
| Total             | Total | 12        | 0         | 0              | 0              | 12    | 0     |